# Coppa del Generalissimo 1948 (hockey su pista)
La Coppa del Generalissimo 1948 è stata la 5ª edizione della principale coppa nazionale spagnola di hockey su pista. Il torneo ha avuto luogo dal 6 al 9 maggio 1948.
Il trofeo è stato vinto dall'Espanyol per la terza volta nella sua storia superando in finale il CP Barcellona.

## Squadre qualificate
- CP Barcellona
- Delicias
- Espanyol

- GEIEG Girona
- Iris
- Reus Ploms

## Risultati

### Prima fase

#### Girone A
| Squadra    | Pt | G | V | N | P | GF | GS | DG  |
| ---------- | -- | - | - | - | - | -- | -- | --- |
| Espanyol   | 3  | 2 | 1 | 1 | 0 | 18 | 5  | +13 |
| Reus Ploms | 3  | 2 | 1 | 1 | 0 | 9  | 3  | +6  |
| Iris       | 0  | 2 | 0 | 0 | 2 | 2  | 21 | -19 |

| 6 maggio 1948 |      |            |
| Espanyol      | 15–2 | Iris       |
| 7 maggio 1948 |      |            |
| Reus Ploms    | 3–3  | Espanyol   |
| 8 maggio 1948 |      |            |
| Iris          | 0–6  | Reus Ploms |

#### Girone B
| Squadra       | Pt | G | V | N | P | GF | GS | DG  |
| ------------- | -- | - | - | - | - | -- | -- | --- |
| CP Barcellona | 5  | 3 | 2 | 1 | 0 | 15 | 8  | +7  |
| GEIEG Girona  | 3  | 3 | 1 | 1 | 1 | 17 | 9  | +8  |
| Delicias      | 0  | 2 | 0 | 0 | 2 | 4  | 19 | -15 |

| 6 maggio 1948 |      |               |
| CP Barcellona | 4–4  | GEIEG Girona  |
| 7 maggio 1948 |      |               |
| GEIEG Girona  | 11–2 | Delicias      |
| 8 maggio 1948 |      |               |
| Delicias      | 2–8  | CP Barcellona |
| CP Barcellona | 3–2  | GEIEG Girona  |

### Finale
| Reus 9 maggio 1948 | Espanyol | 3 – 1 | CP Barcellona |  |